# Deinze

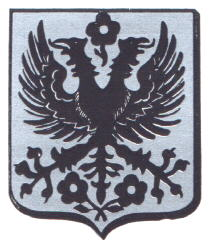
Deinzes vapen

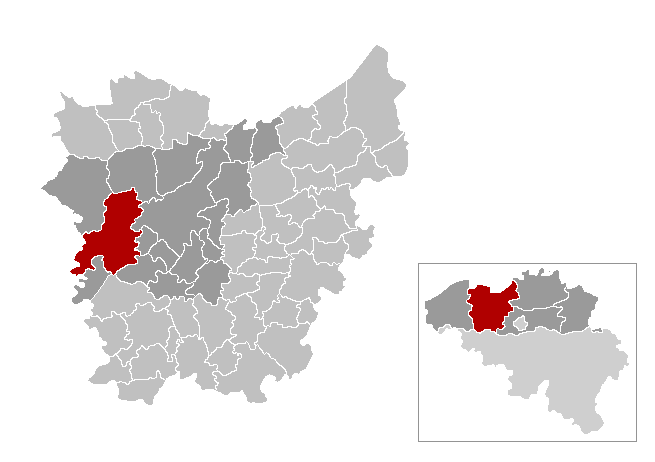
Deinzes läge inom provinsen Östflandern

Deinze är en kommun i provinsen Östflandern i regionen Flandern i Belgien. Deinze hade 29 957 invånare per 1 januari 2014.

## Sport
Deinze var startort för cykelloppet Gent–Wevelgem från 2004 till 2019.